# 拉蒙·阿基诺
拉蒙·阿基诺（英語：Ramon Aquino，1917年8月31日—1993年3月31日），曾担任菲律賓大理院的助理大法官、首席大法官。